# José Luíz Bertanha
José Luíz Bertanha SVD (* 9. August 1942 in Cordeirópolis, São Paulo) ist ein brasilianischer Ordensgeistlicher und emeritierter römisch-katholischer Bischof von Registro.

## Leben
José Luíz Bertanha trat der Ordensgemeinschaft der Steyler Missionare bei und empfing am 18. Dezember 1971 die Priesterweihe.
Papst Johannes Paul II. ernannte ihn am 26. Mai 1998 zum Bischof von Registro. Der Bischof von Roraima, Apparecido José Dias SVD, spendete ihm am 26. Juli desselben Jahres die Bischofsweihe; Mitkonsekratoren waren José Lambert Filho CSS, Erzbischof von Sorocaba, und Olívio Aurélio Fazza SVD, Bischof von Foz do Iguaçu.
Papst Franziskus nahm am 16. Mai 2018 seinen altersbedingten Rücktritt an.